# Библиотека „Јован Томић” Нова Варош
Библиотека „Јован Томић" у Новој Вароши је градска библиотека општег типа, отворена је 1948. године као Народна читаоница и библиотека у згради садашњег Комуналног предузећа „3. септембар”, а затим је премештена у просторије Општинске конференције Социјалистичког савеза.

## Историјат
Споразумом између Народне библиотеке и Дома културе 1969. године извршено је спајање Народне читаонице и библиотеке са Домом културе у једну културну установу под називом „Дом културе Нова Варош“.
Библиотека је издвојена 9. октобра 1997. године као посебна радна јединица у оквиру Дома културе.
Као самостална установа регистрована је 1. октобра 2003. године и добила је име првог управника Народне библиотеке Србије Јована Томића, који је пореклом из Нове Вароши. 1. новембра исте године пресељена је у реновирану стару зграду Скупштине општине.

## Фонд
Библиотека данас има преко 35 хиљада књига и 500 читалаца које услужују два књижничара (радно време од 7 до 19 часова). Завичајно одељење Библиотеке издвојено је као једна целина и има око 1000 књига са легатом Тика Љујића. 

## Сарадња
Сарадња са другим установама у граду је добра, а нарочито са школама око размене књига и припремања програма који се одвијају у Библиотеци. Одличну сарадњу има са ОШ „Живко Љујић из Нове Вароши, ОШ „Добрисав Добрица Рајић” из Бистрице и ОШ „Момир Пуцаревић” из Акмачића.

## Програми
Две устаљене манифестације које се одвијају у Библиотеци су „Конкурс за најлепшу љубавну песму“ и „Такмичење у лепом говору и беседништву“, као и више промоција књига, односно представљања њихових аутора, као и глумачке радионице.